# Socialistiska republiken Rumänien
Socialistiska republiken Rumänien (RSR), var det officiella namnet på Rumänien under perioden 1965–1989, då landet styrdes av Nicolae Ceauşescu. Landet var en av medlemsstaterna i Warszawapakten och ingick i östblocket. Rumänien blev en socialistisk stat redan 1947, men hette 1947–1965 Rumänska folkrepubliken (Republica Populară Română/Republica Populară Romînă).
En kommunistisk regering tillsattes den 6 mars 1945, då landet kontrollerades av Röda armén. Efter andra världskrigets slut tryckte Sovjetunionen på för att få med det tidigare förbjudna kommunistpartiet i efterkrigsregeringen för den före detta axelmakten Rumänien, medan icke-kommunistiska politiska ledare tvingades bort från det politiska livet. Kung Michael abdikerade under tryck, och gick i december 1947 i exil. I och med det utropades Folkrepubliken Rumänien.
Under de tidiga åren utnyttjades Rumäniens knappa resurser efter andra världskriget av SovRom-avtalen; det var sovjetisk-rumänska företag som hade bildats efter andra världskriget för att dölja Sovjetunionens plundring av Rumänien. Många avrättades eller dog i fångenskap, medan antalet legala avrättningar mellan 1945 och 1964 bara räknades till 137, antalet döda i fångenskap har beräknats i tiotusental eller hundratusentals. Ännu fler fängslades av politiska, ekonomiska och andra orsaker. Övergrepp, dödsfall och tortyr drabbade många.
I början av 1960-talet började Rumäniens kommunistregering söka en högre grad av självständighet och försökte minska beroendet av Sovjetunionen. Nicolae Ceauşescu blev ledare för Rumäniens kommunistparti 1965 och statschef 1967. 1974 antog han den nypåfunna titeln som president. Ceauşescus avstånd ifrån och vägran att delta i Sovjetunionens anfall på Tjeckoslovakien i augusti 1968 och ett kort lättande på förtrycket i Rumänien hjälpte till att måla upp en positiv bild av honom, både på hemmaplan och i väst. Den snabba ekonomiska tillväxten med hjälp utlandslån gav så småningom vika för åtstramning och det politiska förtrycket ökade, vilket ledde till störtandet av det kommunistiska regeringen i december 1989.

## Kommunisternas uppgång
Då kung Mikael, med stöd av de stora politiska partierna, störtade Ion Antonescu i augusti 1944, lämnade Rumänien axelmakterna och gick över till den allierade sidan, men Mikael kunde inte göra något åt det historiska minnet att Rumänien deltagit i Tysklands anfall på Sovjetunionen. Rumänska soldater slogs under sovjetiskt kommando, och gick genom norra Transsylvanien in i egentliga Ungern, och vidare in i Tjeckoslovakien, Österrike och Tyskland. Sovjetunionen behandlade Rumänien som erövrat territorium, och sovjetiska soldater stannade kvar i Rumänien som ockupationsstyrkor, och menade att de rumänska myndigheterna inte kunde garantera säkerheten och stabiliteten i norra Transsylvanien.
Under Jaltakonferensen garanterades Sovjetunionen sina intressen i Rumänien, och när Parisfreden 1947 skrevs på räknades inte Rumänien som medkrigförande, och den Sovjetiska armén befann sig på rumänsk mark. Kommunisterna spelade bara en mindre roll i Mikaels krigstidsregering, som leddes av general Nicolae Rădescu, men det ändrades i mars 1945, när . Petru Groza från Plöjarnas front, ett parti som var associerade med kommunisterna, blev premiärminister. Även om hans regering var bred, innehöll den medlemmar från de flesta partierna från tiden före kriget, förutom Järngardet, och kommunisterna hade de viktigaste ministerposterna.
Kungen var inte nöjd med regeringens inriktning, men när han försökte tvinga Groza att avgå genom att vägra att underteckna en lagstiftning (även känd som "kungliga strejken"), valde Groza att stifta lagar, utan att bry sig om att få Mikaels underskrift. Den 8 november 1945, på kung Mikaels namnsdag, hölls en antikommunistisk demonstration framför kungliga palatset i Bukarest som möttes med våld, där många dödades eller blev skadade. Sovjetiska officerare hindrade rumänska soldater och poliser från att skjuta på civila, och sovjetiska soldater återställde ordningen.
Fast kungen inte ville, genomförde Grozas regering jordreformer och kvinnlig rösträtt. Men samtidigt började också Sovjetunionens dominans över Rumänien. Vid valet den 19 november 1946, fick kommunisterna 80 procent av rösterna. Då regeringen bildats, arbetade kommunisterna för att eliminera centerpartiernas roll; bland annat nationella bondepartiet som anklagades för spionage när det 1947 blev klart att deras ledare i hemlighet satt i möten med amerikanska statstjänstemän. En skenrättegång mot deras ledarskap hölls, och de kastades i fängelse. Andra partier tvingades att "gå samman" med kommunisterna.
1946–1947 avrättades hundratals personer ur den gamla statliga administrationen som stött axelmakterna, främst för att ha deltagit i Förintelsen och för att ha anfallit Sovjetunionen. Antonescu avrättades den 1 juni 1946. 1948 var de flesta icke-kommunistiska politikerna antingen avrättade, hade gått i exil eller satt inlåsta i fängelse.
År 1947 var Rumänien den enda monarkin inom Östblocket, men den 30 december samma år, tvingade kommunisterna kung Mikael att abdikera. Kommunisterna utropade en folkrepublik, som formaliserades genom en konstitution den 13 april 1948.
Den nya konstitutionen förbjöd och straffade alla sammanslutningar av "fascistisk eller antidemokratisk natur". Den gav också arbetarklassen tryckfrihet, yttrandefrihet och mötesfrihet, medan många bönder dödades, sattes i fängelse och trakasserades under tvångskollektiviseringen, privat egendom nationaliserades och oppositionen förtrycktes. Varken regeringen eller de nya domarna respekterade 1948 års konstitution och senare tillägg.
Kommunistregeringen upplöste också den rumänska grekisk-katolska kyrkan, och förklarade att den gått samman med den rumänsk-ortodoxa kyrkan.

## De första åren som kommuniststat

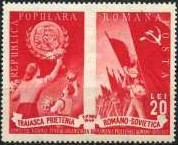
Frimärke från 1949

De första åren med kommuniststyre i Rumänien kännetecknades av olika kursändringar, och flera arresteringar och fängslanden medan fraktioner stred om dominans. Rumäniens resurser utnyttjade genom SovRom-avtalen med Sovjetunionen, som underlättade frakt av rumänska varor till Sovjetunionen till låga priser. I alla ministerier satt sovjetiska "rådgivare" som rapporterade direkt till Moskva, och i praktiken styrde över besluten. Alla samhällsskikt hade infiltrerats av agenter och informatörer av den hemliga polisen.
1948 drogs den tidigare jordbruksreformen tillbaka, och ersattes av kollektiv jordbruk. Det resulterade i tvångskollektivisering som förde med sig misshandel, hot, arresteringar och deporteringar. 
Den 11 juni 1948 nationaliserades alla banker och stora företag.
Under kommunistiskt ledarskap tycks det också ha funnits tre viktiga grupper, alla stalinistiska, kännetecknade mer av personliga historier än av djupa politiska eller filosofiska skillnader.
- "Moskoviter", bland andra Ana Pauker och Vasile Luca, hade tillbringad krigstiden i Moskva.
- "Fängelsekommunisterna", bland andra Gheorghe Gheorghiu-Dej, som suttit i fängelse under kriget.
- De något mindre fast stalinistiska "sekretariatkommunisterna", främst Lucreţiu Pătrăşcanu som klarat sig genom Antonescuåren genom att gömma sig inne i Rumänien, och hade deltagit i den breda regeringen strax efter kung Mikaels statskupp 1944.

Till slut, med Josef Stalins stöd, och förmodligen även på grund av den sena stalinismens antisemitiska politik, (Pauker var jude), vann Gheorghiu-Dej och "fängelsekommunisterna". Pauker kastades ut ur partiet (tillsammans med 192 000 andra partimedlemmar). Pătrăşcanu avrättades efter en skenrättegång.

## Gheorghiu-Dej-åren
Gheorghiu-Dej, en fast Stalinist, var inte nöjd med reformerna i Nikita Chrusjtjovs Sovjetunionen efter Stalins död 1953. Han stödde också Comecons mål att göra Rumänien till östblockets "brödkorg", och bedrev ett program för utvecklingen av tung industri. Han stängde också igen Rumäniens största arbetsläger, och lade ner projektet med bygget av Donau–Svartahavskanalen, upphörde med ransoneringarna och höjde arbetarnas löner. Kvar fanns en irritation över att historiskt rumänska landområden förblev en del av Sovjetunionen, som Moldaviska SSR. Detta kombinerat gjorde Rumänien under Gheorghiu-Dej till en relativt oberoende och nationell väg.
Gheorghiu-Dej identifierade sig med stalinismen, och den alltmer liberala sovjetiska regeringen hotade att frånta honom hans makt. I ett försök att stärka sin ställning utlovade Gheorghiu-Dej samarbete med alla stater, oavsett politiskt-ekonomiskt system, så länge som man erkände internationell jämlikhet och inte blandade sig i andra länders inrikespolitik. Denna politik ledde till starka rumänska band med Kina, som också förespråkade nationellt självbestämmande.
Gheorghiu-Dej avgick som partiets generalsekreterare 1954, men behöll ledarskapet. Ett kollektivt sekretariat bestående av fyra medlemmar, bland andra Nicolae Ceauşescu, styrde partiet i ett år innan Gheorghiu-Dej återtog makten. Trots den nya politiken för internationellt samarbete, gick Rumänien med i Warszawapakten 1955, vilket medförde att Rumänien måste underordna och integrera en del av sin militär med den sovjetiska militären. Rumänien vägrade senare att tillåta Warszawapaktens manövrar på sin mark, och begränsade sitt deltagande i militära manövrar på andra ställen inom alliansen.
1956 fördömde den sovjetiske ledaren Nikita Chrusjtjov Stalin i ett hemligt tal inför det Sovjetunionens kommunistiska partis 20:e kongress. Gheorghiu-Dej och ledarna för det Rumänska arbetarpartiet (Partidul Muncitoresc Român, PMR) var fullt redo för avstaliniseringen. Gheorghiu-Dej gjorde Pauker, Luca och Georgescu till syndabockar för de rumänska kommunisternas tidigare överdrifter och hävdade att det rumänska partiet hade rensats bort sina stalinistiska elementen redan innan Stalin hade dött.
I oktober 1956 vägrade Polens kommunistiska ledare att ge efter för Sovjetunionens militära hot att ingripa i inrikespolitiska frågor och installera en mer lydig politibyrån. Några veckor senare hotades Ungerns kommunistparti under ett folkuppror.
Polens försvar och Ungerns folkuppror inspirerade rumänska studenter och arbetare att demonstrera för frihet vid universitet och industristäder, bättre levnadsförhållanden, och för att få ett slut på Sovjetunionens dominans. Med rädsla för att Ungernrevolten kunde leda till bråk även i Rumänien, vidtog Gheorghiu-Dej åtgärder för som innebar förföljelser och fängslande av olika "misstänkta", speciellt etniska ungrare. Han försvarade också snabbt sovjetiskt ingripande, och Sovjetunionen förstärkte sin militära närvaro i Rumänien, mest vid gränsen till Ungern. Även om oroligheterna i Rumänien var under kontroll, var det inte så i Ungern, och i november 1956 gick Sovjetunionen till angrepp mot Ungern. Rumänien och Jugoslavien erbjöd sig båda att delta i de militära ingripandena i Ungern 1956, men Nikita Chrusjtjov vägrade.
Efter Ungernrevolten 1956, samarbetade Gheorghiu-Dej med Ungerns nya ledare, János Kádár, som kommit till makten med Sovjetunionens hjälp. Rumänien tog Ungerns tidigare premiärminister (ledare för Ungernrevolten 1956) Imre Nagy till fånga. Han kastades i fängelse i Snagov, norr om Bukarest. Efter flera förhör med det sovjetiska och rumänska myndigheterna, skickades Nagy tillbaka till Budapest för rättegång och avrättning. 
I Transsylvanien, slog rumänska myndigheter samman de ungerskspråkiga och rumänskspråkiga universitetet vid Cluj, och upplöste det ungerskspråkiga Bólyaiuniversitet, och man arbetade också för att avskaffa undervisning på ungerska vid mellanskolorna, och ersätta undervisningen på rumänska.
Genom att kalla många etniska ungrare för "irredenter" som utgjorde en "fara för Rumäniens territoriella integritet", kastade Gheorghiu-Dejs kommunistregering flera ungrare i fängelse, och vissa avrättades. Under ett besök 2007 bad Ungerns president László Sólyom om återupprättelse för de politiskt förföljda ungrarna, många av dem var poeter, författare och universitetslärare. Ungerns president nämnde också att totalt 20 ungrare avrättades, och att det totalt blev över 40 000 års fängelse för etniska ungrare.
Gheorghiu-Dej spridde rykten om att Ungern ville ta över Transsylvanien. Han gjorde då två saker: arresterade ledarna för Ungerska folkalliansen, men skapade under sovjetisk press också en nominellt självstyrande ungersk region i Székelyområdet. 
Den rumänska staten såg också till att dämpa den inhemska missnöjet genom att minska investeringarna inom den tunga industrin, öka produktionen av konsumtionsvaror, decentralisera den ekonomiska förvaltningen, ökade löner och delvis införa arbetarstyre. Myndigheterna avskaffade obligatoriska leveranser för privata jordbrukare, men återupptag kollektiviseringsprogrammet vid mitten av 1950-talet, dock mindre brutalt än tidigare. Staten förklarade kollektiviseringen vara genomförd 1962, då kollektiva och statliga bondgårdar kontrollerade 77% av åkermarken
Fastän Gheorghiu-Dej förklarade att han rensat bort stalinisterna från det rumänska partiet, kritiserades han för att ha deltagit i partiets aktiviteter mellan 1944 och 1953. Under ett partimöte i mars 1956, kritiserade Miron Constantinescu och Iosif Chişinevschi, båda medlemmar av politibyrån, och vice statsministrar, Gheorghiu-Dej. Constantinescu, som förespråkade en Khrushchev-lik liberalisering, utgjorde framför allt ett hot mot Gheorghiu-Dej då han ville ha bra förbindelser med Sovjetunionen. Partiet rensade ut Constantinescu och Chişinevschi 1957, anklagade båda som stalinister, and åtalade dem för delaktighet med Pauker. Efteråt mötte Gheorghiu-Dej inga seriösa utmaningar i sitt ledarskap. Ceauşescu ersatte Constantinescu som partiets kader.
Vissa rumänska judar föredrog kommunismen, som en reaktion på fascisternas antisemitism under andra världskriget. Men under 1950-talet hade alltfler blivit besvikna med ökade diskriminering från partiet, och begränsade möjligheter att migrera till Israel.

## Förföljelse, arbetslägersystemet och antikommunistiskt motstånd
Svåra förföljelser av verkliga och påtänkta fiender till kommunistregimen började med Sovjetunionens ockupation. Den sovjetiska armén uppträdde som en ockupationsmakt (även om man teoretiskt sett var allierade med Tyskland), och kunde gripa praktiskt taget vem som helst, misstänkta för "fascistiska" eller "antisovjetiska" aktiviteter. 
Strax efter den sovjetiska ockupationen blev etiska tyskar (som var rumänska medborgare och hade levt som en folkgrupp i Rumänien i 800 år) deporterade till Donbass kolgruvor (se Fördrivningen av tyskar från Rumänien under och efter andra världskriget). Trots kungens protester, då han menade att detta stred mot folkrätten, tvingades omkring 70 000 män och kvinnor lämna sina hem, från januari 1945, innan kriget slutat. De sattes i boskapsvagnar och skickades till arbete i de sovjetiska gruvorna i upp till tio år som "skadestånd", där en av fem dog efter sjukdom, olyckor och undernäring.
När den kommunistiska regeringen blev mer bestående, ökade också antalet arresteringar. Alla samhällsskikt var inblandade, men den främsta målgruppen var eliten från tiden före kriget, som intellektuella, präster, lärare, tidigare politiker (även om de hade vänsterdrivna åsikter) och alla som ansågs kunna göra motstånd mot kommunisterna.
Fängelserna fylldes med politiska fångar, och ett nytt system med tvångsarbetsläger och fängelser bildades, formade efter sovjetiska Gulag. Ett projekt att gräva Donau-svartahavskanalen användes för att bygga flera arbetsläger, där flera människor dog. Några av de mest ökända fängelserna fans i Sighet, Gherla, Pitești och Aiud, och tvångsarbetsläger byggdes vid blygruvorna vid Danubedeltat.
Fängelset i Pitești var centrum för ett kommunistiskt "experiment" under denna period. Det bestod av både psykologisk och fysisk tortyr, som totalt förstörde fångarna. Slutmålet var att tvinga fångarna att "erkänna" påhittade brott eller "utpeka" sig själva och andra, och därmed förlänga deras fängelsestraff. Detta "experiment" resulterade i flera självmord i fängelset och stoppades.
Den stalinistiska åtgärderna av den kommunistiska regeringen omfattade även deporteringen av bönder från Banatet (sydöstra Transsylvanien, på gränsen till Jugoslavien), med start den 18 juni 1951. Omkring 45 000 människor fick två timmar på sig att samla sina ägodelar, lastades upp i boskapsvagnar under övervakning av beväpnad vakter och tvingades sedan att "vidarebosätta" sig i karga delar av den östra slätten (Bărăgan). Detta var avsett som skrämseltaktik för att tvinga de återstående bönderna att ansluta sig till kollektivjordbruken. De flesta deporterade levde i Bărăgan i fem år (till 1956), men vissa stannade där permanent.
Antikommunistiskt motstånd fans också i organiserade form, och många som motsatte sig styret tog till vapen och bildade partisangrupper bestående av 10-40 personer. Man angrep polisen och utförde sabotage. Några berömda partisaner var Elisabeta Rizea från Nucşoara och Gheorghe Arsenescu. Fastän den hemliga polisen (Securitate) och armésoldater gick emot dem, fortsatte det väpnade motståndet uppe i bergen till det tidiga 1960-talet, och en av de mest kända partisanledarna fångades inte förrän 1974.
En annan form av antikommunistiskt motstånd, som dock inte tog till våld, var 1956 års studentrörelse. Som en reaktion på Ungernrevolten, hördes ekon över hela östblocket. Protester genomfördes vid universitet, vilket innebar massarresteringar och fördrivningar. Den mest organiserade studentrörelsen fanns i Timișoara, där 3 000 personer arresterades. I Bukarest och Cluj bildades organiserade grupper som försökte göra som den antikommunistiska rörelsen i Ungern och samordna verksamheten. Myndigheterna svarade direkt med att studenterna arresterades eller stängdes av från kurserna, många lärare fick sparken och nya organisationer skapades för att övervaka studenternas aktiviteter.

## Ceauşescustyret

Socialistiska republiken Rumäniens statsvapen (1965–89)

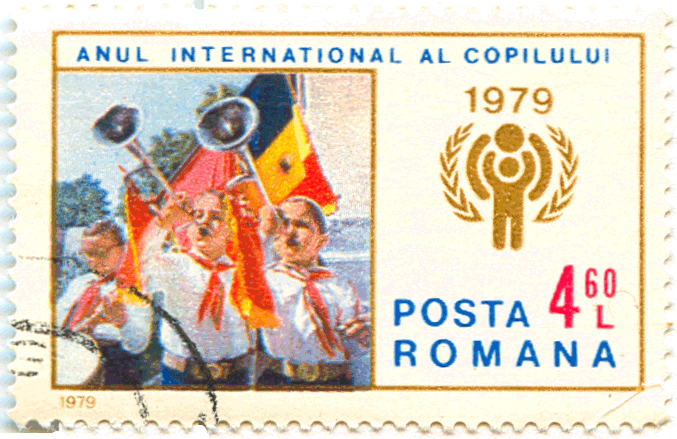
Frimärke från 1979

Gheorghiu-Dej utnyttjade den sovjetisk-kinesiska tvisten under sina två sista år, och började motsätta sig Sovjetunionens dominans, ur en rumänsk nationell synvinkel. Ceauşescu, stödd av delar av visa som tidigare samarbetat med Gheorghiu-Dej, som Maurer, fortsatte denna linje, som var populär i Rumänien. Relationerna med västvärlden, men också många andra stater, började förbättras i vad som verkade vara Rumäniens nationella intresse. Det sovjetiska kulturinflytandet som kännetecknade 1950-talet minskade.

### De första åren
1965 tog Rumänien efter Tjeckoslovakien när de gällde namn, och ändrade namnet till Republica Socialistă România (RSR, Socialistiska republiken Rumänien), och kommunistpartiet bytte namn igen, till Partidul Communist Român (PCR, Rumänska kommunistpartiet). 
Under sina tidiga år vid makten var Ceauşescu populär, både på hemmaplan och utomlands. Jordbruksproduktionen var riklig, konsumentvarorna återkom, det var ett "kulturellt töväder" rådde, och framför allt, talade han mot Sovjetunionens anfall på Tjeckoslovakien 1968. Medan hans rykte hemma snart bleknade, fortsatte hans goda relationer med västregeringar och med inrättningar som Internationella valutafonden och Världsbanken på grund av hans oberoende politiska linje. Rumänien behöll och förbättrade diplomatin och andra relationer med, bland andra, Västtyskland, Israel, Kina,  Albanien, and Pinochets Chile, vilka alla hade någon form av relationsproblem med Sovjetunionen.

### Människorättsfrågor
Men, även från början, begränsades friheten. Då Ceauşescu 1966 ville öka födelsetalet, infördes dekret 770 och möjligheterna till abort och preventivmedel begränsades: bara kvinnor över 45 som hade minst fyra barn tilläts använda båda; 1989 ökades antalet till fem barn. Obligatoriska besök hos gynekologen, och bestraffningar av ogifta kvinnor och par utan barn ökade födelsetalen. 
Andra begränsningar av mänskliga rättigheter var typiska för en stalinistisk regim: En stor styrka bestående av den hemliga polisen ("Securitate"), censur, och folkomflyttningar, dock inte i samma skala som under 1950-talet.
Under Ceauşescu hade Rumänien hemlig "handel" med Israel och Västtyskland där dessa betalade pengar till Rumänien för att låta rumänska medborgare av judisk eller tysk börd migrera till Israel eller Västtyskland.

### Tung industrialisering

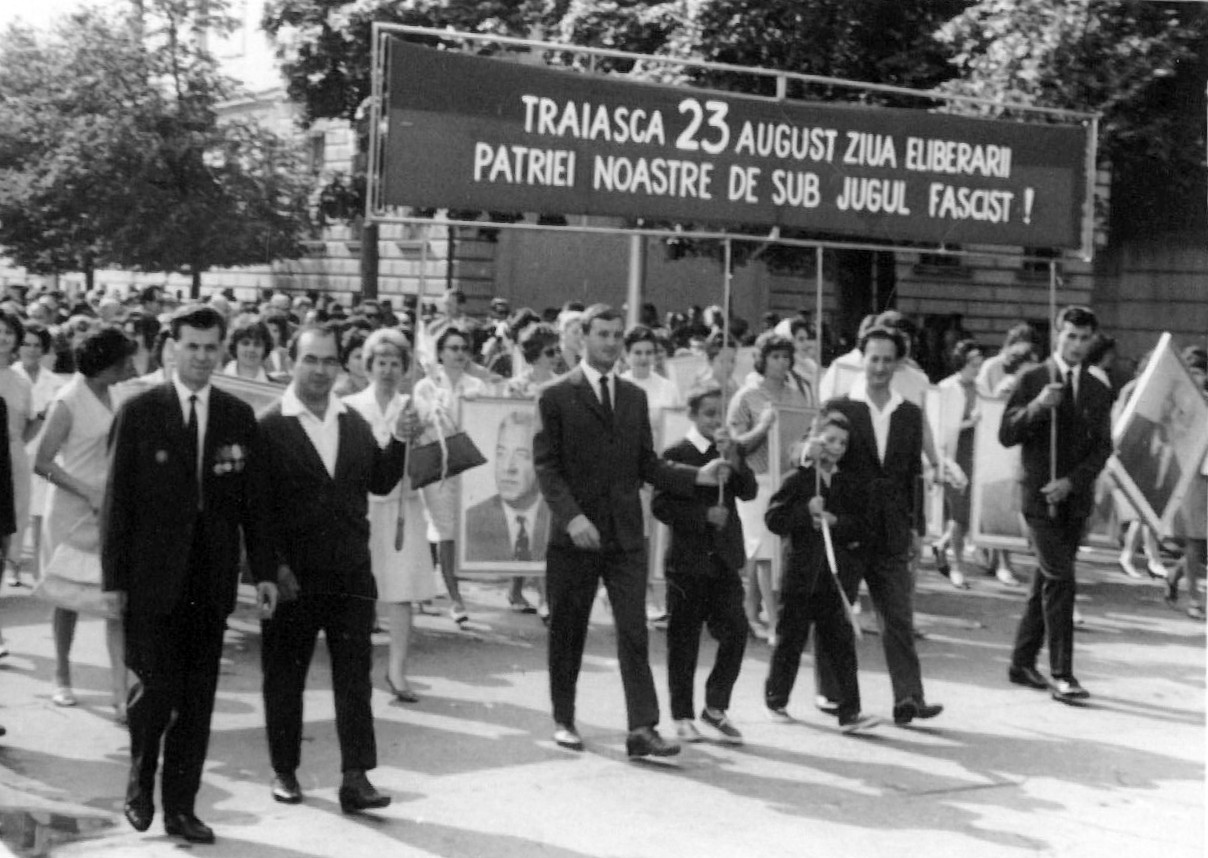
23 augusti-paraden

Ceauşescus Rumänien fortsatte genomdriva Gheorghiu-Dejs industrialiseringspolitik. Och efter ett besök i Nordkorea, utvecklade Ceauşescu en vision om att helt förändra Rumänien; vilket blev känt som systematisering. Stora delar av Bukarest revs för att bygga Casa Poporului, Folkets hus (nu parlamentshuset) och parlamentspalatset (medborgarcentret), men efter Decemberrevolutionen 1989 lämnades stora delar av byggnaden ofärdig, som nationalbiblioteket och nationella historiska museet. Medan stora rivningsarbeten pågick under 1980-talet, kallades området populärt för "Ceauşima" – en satirisk anspelning på Ceauşescu + Hiroshima. Senare har området förändrats till ett affärsområde, känt som Esplanada.
Fram till mitten av 1970-talet utvecklades Bukarest, liksom andra städer, genom att utöka staden framför allt söderut, österut och västerut, genom att bygga kvarter med kollektiva boenden i stadens utkanter, (som Drumul Taberei, Berceni, Titan och Giurgiului) av arkitektur- och stadsplaneringsvärde. Bevaringsplaner gjordes, framför allt under 1960- och 70-talet, men dessa upphörde, då Ceauşescu inlett vad som kallades "Lilla kulturrevolutionen" ("Mica revoluţie culturală"), efter att ha besökt Nordkorea och Kina och sedan ha hållit talet Juliteserna. Mot slutet av 1970-talet påbörjades bygget av Bukarests tunnelbana. Efter två år var redan, 10 kilometer redan färdigt, och två år senare användes redan 9 kilometer av tunnlarna. Den 17 augusti 1989 var 49.01 kilometer av tunnelbanan och 34 stationer tagna i bruk.
En stor jordbävning 1977 skakade Bukarest; många byggnader kollapsade och andra skadades. Detta ledde till en politik med stora rivningar, som drabbade flera monument av historisk eller arkitekturbetydelse, som monumenten Vǎcǎreşti kloster (1722), "Sfânta Vineri" (1645) och "Enei" (1611) kyrkobyggnader,  Cotroceni (1679) och Pantelimon (1750) kloster, och art déco "Republikstadium" (ANEF-stadion, 1926). Även Justitiepalatset – ritat av den framgångsrike rumänska arkitekten Ion Mincu – var tänkt att rivas under tidigt 1990, enligt systematiseringspapper. En annan taktik att bli av med byggnader var att göra dem så nedslitna att rivning krävdes.
Politiken efter jordbävningen handlade inte om återuppbyggnad, utan om att riva och bygga nytt. En analys av arkitektförbundet 1990 sade att över 2 000 byggnader revs, minst 77 av dem av hög arkitektonisk betydelse, många av dem i bra förhållande. Även Gara de Nord (stadens norra järnvägsstation), listad på Rumäniens arkitektoniska arvslista, var tänkt att rivas under 1992.
Trots detta, och den uppmärksammade behandlingen av HIV-smittade barnhemsbarn, fortsatte Rumänien ha ett högt anstt skolsystem. Dessutom misslyckades inte alla industrialiseringsprojekt: Ceauşescu lämnade Rumänien med ett någorlunda effektivt system för kraftgenerering och transmission, gav Bukarest en en fungerande tunnelbana, och lämnade flera städer med en ökning av beboeligt flerbostadshus.

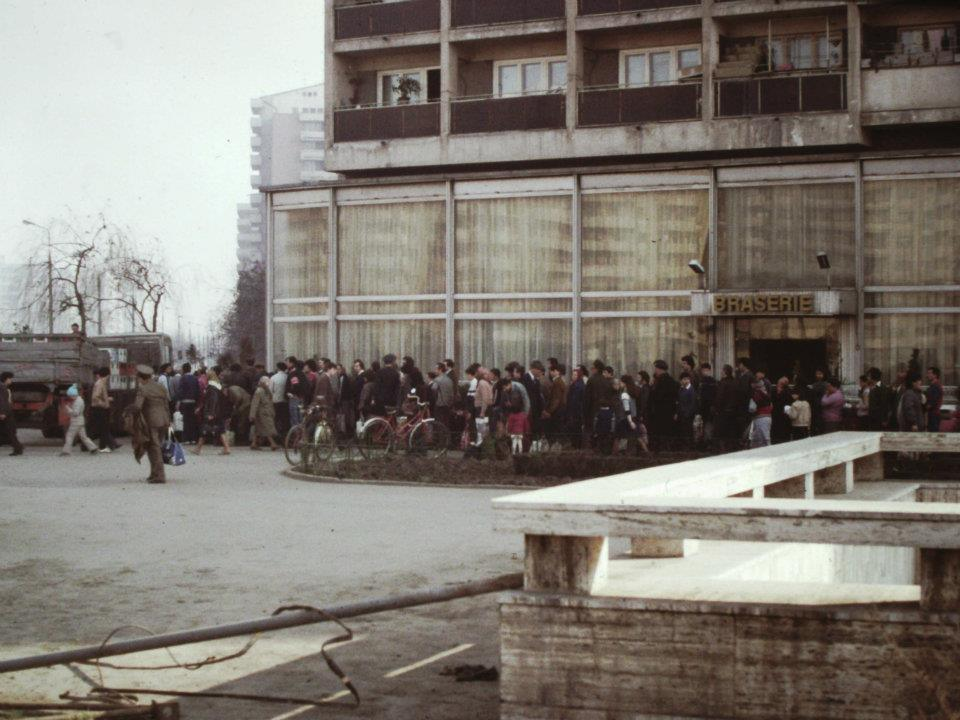
Kö efter matolja, Bukarest, sent 1980-tal

### 1980-talet: Svår ransonering och bygget av Folkpalatset
Under 1980-talet försökte Ceauşescu alltmer betala tillbaka lån till västvärlden, och bygga ett stort palats, i det storslagna kvarteret, Centrul Civic. Detta ledde till en brist på tillgängliga varor för den rumänen. Runt 1984 infördes, trots hög avkastning och livsmedelsproduktion, matransonering i stor skala (regeringen främjades det som "ett sätt att minska fetma" och "rationellt ätande").
Bröd, mjölk, smör, matolja, socker, fläskkött, nötkött, kyckling, och i många fall även potatis, ransonerades runt 1989 i många delar av Rumänien, och ransonerna minskades för varje år (runt 1989 kunde en person bara köpa 10 ägg per månad, en halv limpa bröd per dag, beroende på var personen bodde, eller 500 gram kött. Det mesta som fanns tillgängligt var avvisad export, då de flesta kvalitetsvarorna exporterades, även undervärderade, för att behålla hårdvaluta, antingen för att betala skulden, eller att driva på den tunga industrialiseringen.
Rumänerna vande sig vid "tacâmuri de pui" (kycklingvingar, klor och så vidare), blandade matolja (mestadels oraffinerad, mörk, sojaolja, av sämre kvalitet), "Bukarestsalami" (bestående av soja, benmjöl, slaktbiprodukter och fläskköttspäck), ersatzkaffé (gjort av korn), havsfisk och sardiner som ersättning till kött, ost blandad med stärkelse eller mjöl juice som Cil-Cola eller Cireşica. Även dessa produkter var mycket knappa, med köer där alla produkter fanns. Alla kvalitetsprodukter, som Sibiu och Victoriasalami, högt- och mellanvärdigt kört, och Dobrudjabitar räknades som "enbart exportvaror", och kunde av rumänerna bara köpas på svarta marknaden. 
Runt 1985 ransonerades bensinen, trots Rumäniens raffineringskapacitet, med drastiskt minskade leveranser, förbud mot bilkörning på söndagarna infördes, och många bussar använde metanbränsle (som då kallades "bomber"); taxibilarna övergick till brinnande metanol, inte metangas, vilken var för bussarna. Elektriciteten rationaliserades, för att främst användas till den tunga industrin, med en högst tillåten konsumtion av 20 kWh per familj (alla som överskred gränsen beskattades hårt), och snart förekom flera strömavbrott (ungefär 1–2 timmar per dag). Bara en av fem gatlyktor hölls tända, och televisionen minskades till en enda kanal som sände två timmar om dagen, mest propaganda.

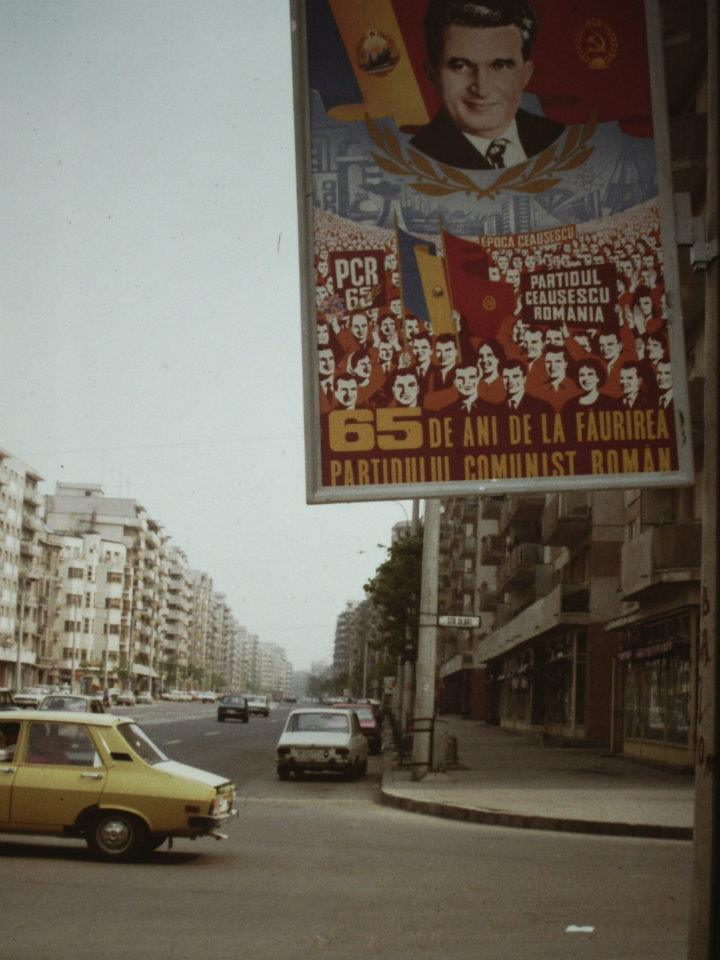
En propagandaposter på Bukarests gator 1986. Texten lyder "65 år sedan bildandet av Rumäniens kommunistparti", medan det i bakgrunden står "Ceauşescueran" och "Partiet. Ceauşescu. Rumänien"

Gas och värme stängdes också av; folk i städerna fick vända sig till naturgasbehållare ("butelii"), eller träkolsspisar, även om de var anslutna till gasförsörjningen. Genom ett dekret 1988 tvingades alla allmänna platser hålla en temperatur av max 16 grader Celsius (omkring 63 grader Fahrenheit) om vintern (de enda undantagen gjordes för förskolor och sjukhus).
Alla affärer skulle stängas klockan 17.30 på eftermiddagen, för att spara elektricitet. En svart marknad växte, och Kentcigaretter blev snart Rumäniens andra valuta (handeln var olaglig, och man bestraffades med upp till tio års fängelse om man ägde eller handlade med utländsk valuta), som användes till att köpa allt, från mat till kläder och medicin.

### De sista åren: ökad kontroll över samhället
Kontrollen över samhället hårdnade, med östtysk-lika telefonavlyssningar, medan Securitate rekryterade mer agenter, och utökade censuren för att hålla koll på en stor del av befolkningen. Runt var enligt 1989 CNSAS (Rådet för studier av arkiven i tidigare Securitate), en av tre rumäner informant för Securitate. På grund av dessa förhållanden, minskade turistinkomsterna, antalet utländska turister som besökte Rumänien minskade med 75%, och de tre största researrangörerna som organiserade resor i Rumänien lämnade Rumänien 1987.
Man gjorde också nya försök att utveckla:
- Donau–Svartahavskanalen, som blev klar.
- Ett nationellt kanalsystem och bevattningssystem, vilket var oavslutat, men där de flesta är fortfarande ett projekt, eller övergavs.
- En utökning av järnvägssystemet, med elektrifiering och ett modernt styrsystem,
- Ett kärnkraftverk vid Cernavodă.
- Ett nationellt vattenkraftsystem, med bland annat kraftstationen Porţile de Fier vid Donau i samarbete med Jugoslavien.
- Ett nätverk av oljeraffinaderier.
- En något utvecklad havsfiskeflotta.
- Flottvarv vid Constanța.
- En en god industriell bas för den kemiska och tunga industrins maskiner.
- En ganska väl utvecklad utrikespolitik.

## Nedgång

### Braşovupproret
I december 1989 genomfördes den sista av de aktioner som började 1987, i Braşov. Det antikommunistiska upproret i Braşov den 15 november 1987 var den stora politiska händelse som senare banade i väg för kommunistregimens fall i Rumänien. [källa behövs]
Revolten började vid lastbilsföretaget i Braşov, genom en strejk som började på natten den 14 november 1989 under nattskiftet, och fortsatte kommande morgon under nattskiftet, och fortsatte till nästa morgon med en marsch mot centrum, fram till Rumäniens kommunistparti. [källa behövs]
Många rumäner hade hört om händelsen via Radio Free Europe. Emil Hurezeanu berättar: "Jag minns att Neculai Constantin Munteanu, som ledda programmet, började sändningen: 'Braşov! Braşov! Nu började det!'  Detta var tonen under hela sändningen. Vi hade intervjuer, information, tolkningar av vissa politiska tolkningar, äldre artiklar trycker tillkännagav öppet gatuprotester mot Ceauşescu." [källa behövs]
Åtgärderna mot de strejkande var snabba. Arbetarna arresterades, sattes i fängelse och deras familjer terroriserades, men arbetarprotesterna i Braşov banade iväg för framtida massuppror. [källa behövs]

### Protester under 1989, före revolutionen
I mars 1989 protesterade flera ledande aktivister i ett brev som kritiserade Nicolae Ceauşescus ekonomisk politik, men kort därefter vann Ceauşescu en viktig politisk seger: Rumänien betalade av hela sin utlandsskuld på omkring 11 miljarder US$ flera månader även innan Nicolae Ceauşescu själv förväntat sig. Ceauşescu blev formellt omvald som generalsekreterare för Rumäniens kommunistparti—det enda tillåtna politiska partiet i Rumänien—den 14 november 1989 under partiets fjortonde kongress.
Den 11 november 1989, före partikongressen, på Brezoianugatan och Kogalniceanuboulevarden i Bukarest, demonstrerade studenter från Cluj-Napoca och Bukarest med plakat som “Vi vill ha reformer mot Ceauşescus regim." [källa behövs]  Studenterna—Paraschivescu Mihnea, Vulpe Gratian, ekomomen Dan Caprariu från Cluj och andra—arresterades och undersöktes av Securitate vid Rahova straffanstalt, och anklagades för propaganda mot det socialistiska samhället. De släpptes den 22 december 1989 vid 14.00-tiden. 

### Rumänska revolutionen

#### Protesterna i Timișoara
Den 16 december 1989 utbröt en protester i Timișoara när staten försökte fördriva dissidenten och pastorn László Tőkés. Tőkés hade uttalat sig regimkritiskt I ungersk media, och regeringen hävdade att han gjorde sig skyldig för anstiftan etniskt till hat. Hans församlingsbor samlades runt hans hem för att skydda honom från trakasserier och vräkning. Många förbipasserande, inklusive rumänska studenter, anslöt sig spontant till protesten. Därefter dök polis och Securitate-styrkor upp. Runt 07:30 på kvällen, hade protesterna spridit sig, och den ursprungliga orsaken blev i stort sett mindre viktig. Vissa av de protesterande lyckades bränna mer den byggnad där distriktskommittén för Rumäniens kommunistparti (PCR) satt. Då svarade Securitate med att skjuta tårgas och avlossa vattenkanonerna, medan polisen slogs mot upprorsmakare, och arresterade många av dem. Runt 9:00 på kvällen, drog sig upprorsmakarna tillbaka. De grupperas så småningom runt Rumäniens ortodoxa katedral och började en protestmarsch runt staden, men stötte då på säkerhetsstyrkorna.
Upproren och protesterna fortsatte följande dag, den 17 december 1989. Upprorsmakarna bröt sig in i distriktskommitténs byggnad. Armén misslyckades med att skapa ordning, och kaos utbröt med skottlossning, slagsmål, brända bilar och skadade människor.
Till skillnad från Sovjetunionen, utvecklade Rumänien ingen större privilegierad samhällselit. Förutom Ceaușescus egna släktingar, flyttades ofta statstjänstemän runt mellan olika positioner och flyttade runt geografiskt, för att minska chansen att stärka sin makt. Detta hindrade uppgången för Gorbatjov-årens reformistkommunism som fans i Ungern och Sovjetunionen. På samma sätt, till skillnad från Polen, reagerade Ceaușescu mot strejker enbart genom en strategi för ytterligare förtryck. Rumänien var en av de sista östeuropeiska kommunistregimer att falla; och dess fall var också det mest våldsamma.
Protester och uppror utbröt i Timișoara den 17 december 1989, och soldater öppnade eld mot de protesterande, och dödade omkring 100 personer. Efter två dagars besök till Iran, TV-talade Ceaușescu den 20 december, där han fördömde händelserna i Timișoara, och betrakta dem som utländsk inblandning i Rumäniens inre angelägenheter och en aggression genom utländska underrättelsetjänster mot Rumäniens suveränitet, och han införde nationella utegångsförbud, och sammankallade ett massmöte för sitt stöd i Bukarest kommande dag. Upproren i Timișoara blev kända över hela Rumänien, och under morgonen den 21 december, spred sig protesterna till Sibiu, Bukarest, och andra ställen

#### Revolutionen i Bukarest
Den 21 december 1989 utvecklades mötet vid Centralkomitténs byggnad i Bukarest till kaos och slutligen upplopp, Ceauşescu gömde sig själv inuti byggnaden, och tappade kontakten med sina egna "anhängare". Under natten slogs de protesterande mot den hemliga polisen Securitate, vanlig polis och armésoldater. Över 1 100 protesterande miste liven i striderna de kommande dagarna. På morgonen nästa dag, 22 december, meddelades att armégeneralen Vasile Milea dött genom självmord; folk belägrade Centralkommitténs byggnad, och Securitate gjorde inget för att hjälpa Ceauşescu. Ceauşescu stack snart iväg i en helikopter från hustaket på byggnaden, men fann sig snart övergiven i Târgoviște, där han slutligen formellt ställdes inför rätta, och sköts efter en skenrättegång den 25 december.

#### Kontrovers kring händelserna i december 1989
I flera månader efter händelserna i december 1989, menade många att Ion Iliescu och Nationella räddningsfronten tog övertaget från under kaosförhållandena för att genomföra en statskupp. 
Även om det i slutändan gjordes en hel del förändringar i Rumänien är det fortfarande mycket omtvistad bland Rumäniens och andra observatörer på om detta var deras avsikt från början, eller enbart pragmatiskt kortspel. Det är dock klart att i december 1989 betydde Ceauşescus hårda och kontraproduktiva ekonomiska politik kostade honom stödet från många statstjänstemän och även de mest lojala kommunistiska partikadrer, de flesta gick samman med folkupproret eller vägrade helt enkelt stödja honom. Förlusterna av stöd från statstjänstemän kom i slutändan bädda för fallet för Ceausescus regim.